# 小島大治郎

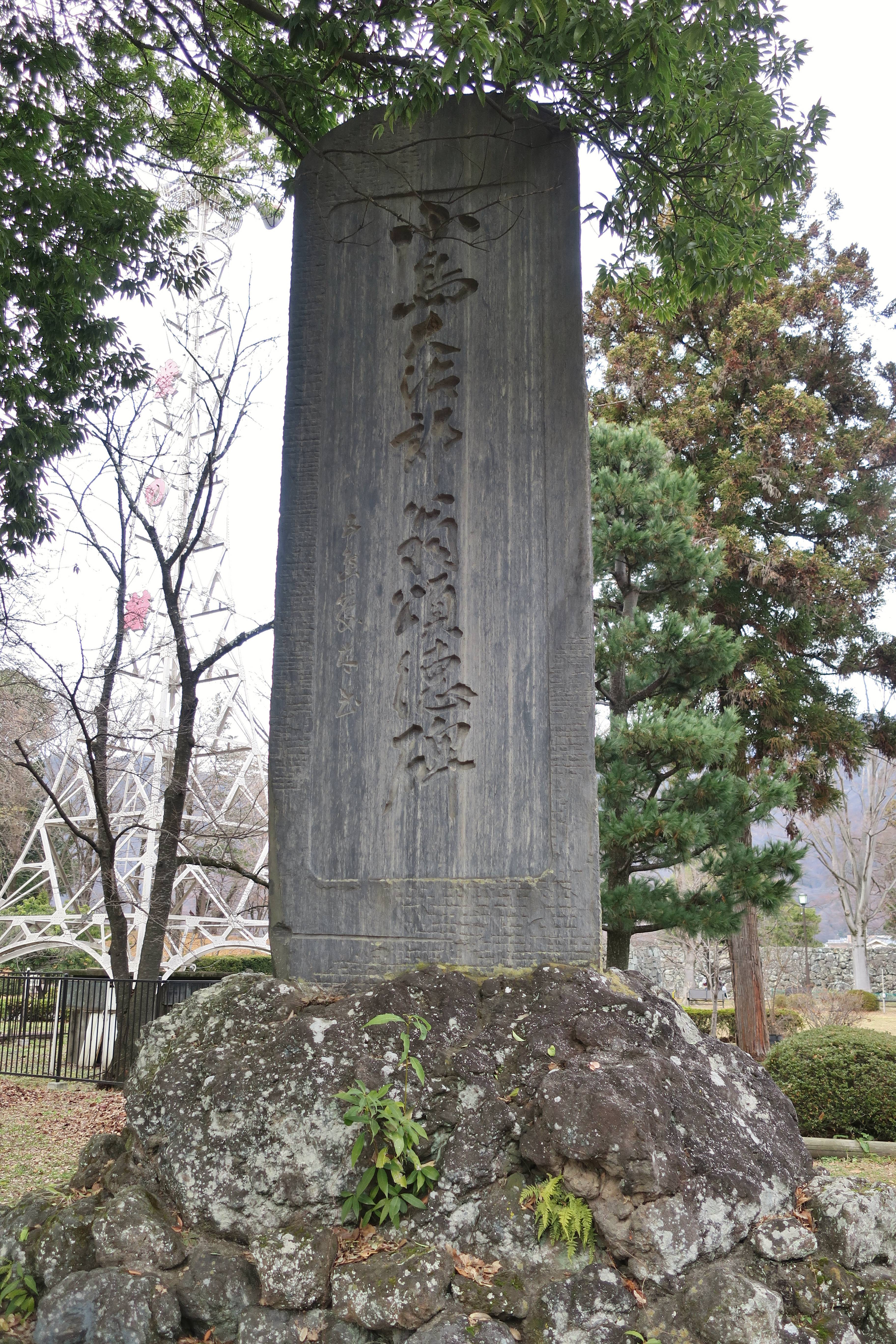
小島大治郎翁頌徳碑（長野県上田市、上田城跡公園）

小島 大治郎（こじま だいじろう、安政6年2月28日〈1859年4月1日〉 - 1929年〈昭和4年〉8月26日）は、明治から昭和初頭にかけて活動した日本の実業家・政治家である。長野県上田市の人物で、家業の鋳物製造業を営みつつ会社経営にも関わり上田温泉電軌（現・上田交通）初代社長を務めた。長野県会議員を務めた時期もある。

## 経歴
小島大治郎は、安政6年2月28日（新暦：1859年4月1日）、小島佐門太の長男として生まれた。出身は信濃国小県郡常入村（のちの長野県小県郡上田町、現・上田市）。小島家は代々勅許鋳物師として神社仏閣の御用をつとめてきた旧家であり、父・佐門太は幕末に生きた人物ということもあり上田藩・松代藩の大砲・銃器をも製作し名を知られた。14歳のとき武蔵国（埼玉県）へ鋳物師の修業に出るが、1875年（明治8年）1月、父の急死により急遽家業を継いだ。ただし若年であるため、その後もしばらくは群馬県で修業を続けた。
家業の傍ら地元政界・実業界にも関係を持った。政界では、まず1889年（明治22年）4月町村制による上田町会議員の第1回選挙で当選、町会議員となった。1899年（明治32年）10月には小県郡の郡会議員にも当選し、1903年（明治36年）10月にも再選されて郡会議員を2期務めた。さらに1915年（大正4年）9月、立憲政友会の候補者として小県郡より長野県会議員に当選する。4年後、1919年（大正8年）9月の改選で再選を目指したが憲政会の候補者に及ばず落選した。
実業界では上田所在企業の経営に参画した。その最初は田沢炭礦株式会社である。同社は1897年（明治30年）10月の設立で、石炭採掘（青木村の炭鉱を経営）と倉庫業・運送業を経営した。小島は田沢炭礦では当初専務取締役を、後年では取締役社長を務めている。1911年（明治44年）には信濃電気の取締役にも就任した。この信濃電気は上高井郡須坂町（現・須坂市）に本社を置く電力会社だが、1911年に上田電灯を合併して上田方面にも進出していた。同社においては川西地区における電動機用配電線（動力線）の架設に助力した。加えて都市ガス事業にも関わり1919年3月上田瓦斯（現・上田ガス）の取締役に就いた。1913年（大正2年）に東京の資本家を中心として起業された上田瓦斯は第一次世界大戦の影響で廃業の危機にあったが、小島や伊藤伝兵衛が斡旋して地元資本で引き取り会社を存続させたという経緯がある。
鉄道事業ではまず丸子鉄道（上田交通の前身の一つ）に参加し、1916年（大正5年）9月の会社設立とともに取締役に就任した。同社は製糸業で栄える小県郡丸子町への鉄道敷設を目的とする会社である。次いで川西地区における鉄道敷設運動の代表者に推され、1920年（大正9年）1月5日、上田温泉電軌（同じく上田交通の前身）の設立とともに初代社長となった。上田温泉電軌は設立以後1928年（昭和3年）にかけて、上田を中心に路線網を広げて次々と路線を建設していく。最後の開通となった北東線（後の真田傍陽線）では敷設経路をめぐって沿線住民の対立が起きたが、小島自ら仲介に入り対立を解消させた。
公共に対する私財の寄付でも知られた。幼稚園や上田蚕糸専門学校・小県蚕業学校の建設を支援したほか育英資金を設けて苦学生の支援に努め、夜間診療所開設のため建物を市医師会に寄付したこともある。
1929年（昭和4年）8月26日死去。70歳没。上田温泉電軌代表取締役や田沢炭礦・信濃電気・丸子鉄道・上田瓦斯の取締役などに在職中であった。死後、その功を顕彰するべく上田城跡公園に「小島大治郎翁頌徳碑」が建てられた。